# Transferinový receptor
Transferinový receptor (TfR) je transportní protein  pro transferin, který zajišťuje přenos železa do buňky dle  intracelulární koncentrace železa. Vzniká  transferin-železo komplex pomocí receptorem zprostředkované endocytózy. . Receptory  jsou transmembránové glykoproteiny.  Zatímco TfR1 má všude vysokou afinitu k železu,  exprese TfR2 je omezena na určité typy buněk a není ovlivněna intracelulární koncentraci železa. TfR2 se váže na transferin s 25–30krát nižší afinitu než TfR1. Ačkoli TfR1 zprostředkované vychytávání železa je hlavní cestou pro získání železa ve většině buněk zejména v vývojových erytrocytů,  mechanismus vychytávání se liší v závislosti na typu buněk. .

## Post-transkripční regulace
Nízká koncentrace železa podporuje zvýšení hladiny transferinového receptoru za účelem zvýšení příjmu železa do buňky. Tak, transferinový receptor udržuje buněčnou homeostázu železa.